# نورث امریکن اف‌جی-۲/-۳ فیوری
نورث آمریکن اف جِی-۲ و اف جِی -۳ فیوری(انگلیسی: North American FJ-2 and FJ-3 Fury)دو سری از جنگنده‌های ناوپایه با بال پس خمیده بودند که در نیروی دریایی و سپاه تفنگداران دریایی ایالات متحده آمریکاا مورد استفاده قرار گرفتند. اف جِی-۲ مدل هواپیماهای نیروی دریایی جنگنده نورث آمریکن اف-۸۶ سیبر است که در خدمت نیروی هوایی ایالات متحده بود
این هواپیماها دارای بال‌های تاشو و دماغه‌ای بلندتر هستند که برای افزایش زاویه حمله در هنگام پرتاب و همچنین قرار دادن یک ضربه گیر هیدرولیکی در ارابه فرود برای جذب شوک ناشی از فرودهای سخت روی عرشه ناو هواپیمابر، طراحی شده است.
اگرچه نیروی دریایی ایالات متحده آمریکا نام تخصیص داده شده به هواپمیای با بال مستقیم نورث آمرکین اف جِی-۱ فیوری را برای هواپیمای اف جِی-۲ /۳ نیز به کار برد، اما این هواپیماهایی کاملاً متفاوت بودند (همچنین هواپیمای بعدی اف جِی-۴ طراحی بازبینی شده و ساختاری کاملاً متفاوت با اف جِی-۳ داشت). اف جِی-۲ یکی از هواپیماهایی بود که برای ارزیابی اولین منجنیق بخار بر روی یک ناو هواپیمابر نیروی دریایی ایالات متحده مورد استفاده قرار گرفت.

## کاربران
ایالات متحده آمریکا
- نیروی دریایی ایالات متحده آمریکا
- سپاه تفنگداران دریایی ایالات متحده آمریکا

## مشخصات (اف جِی-۲)

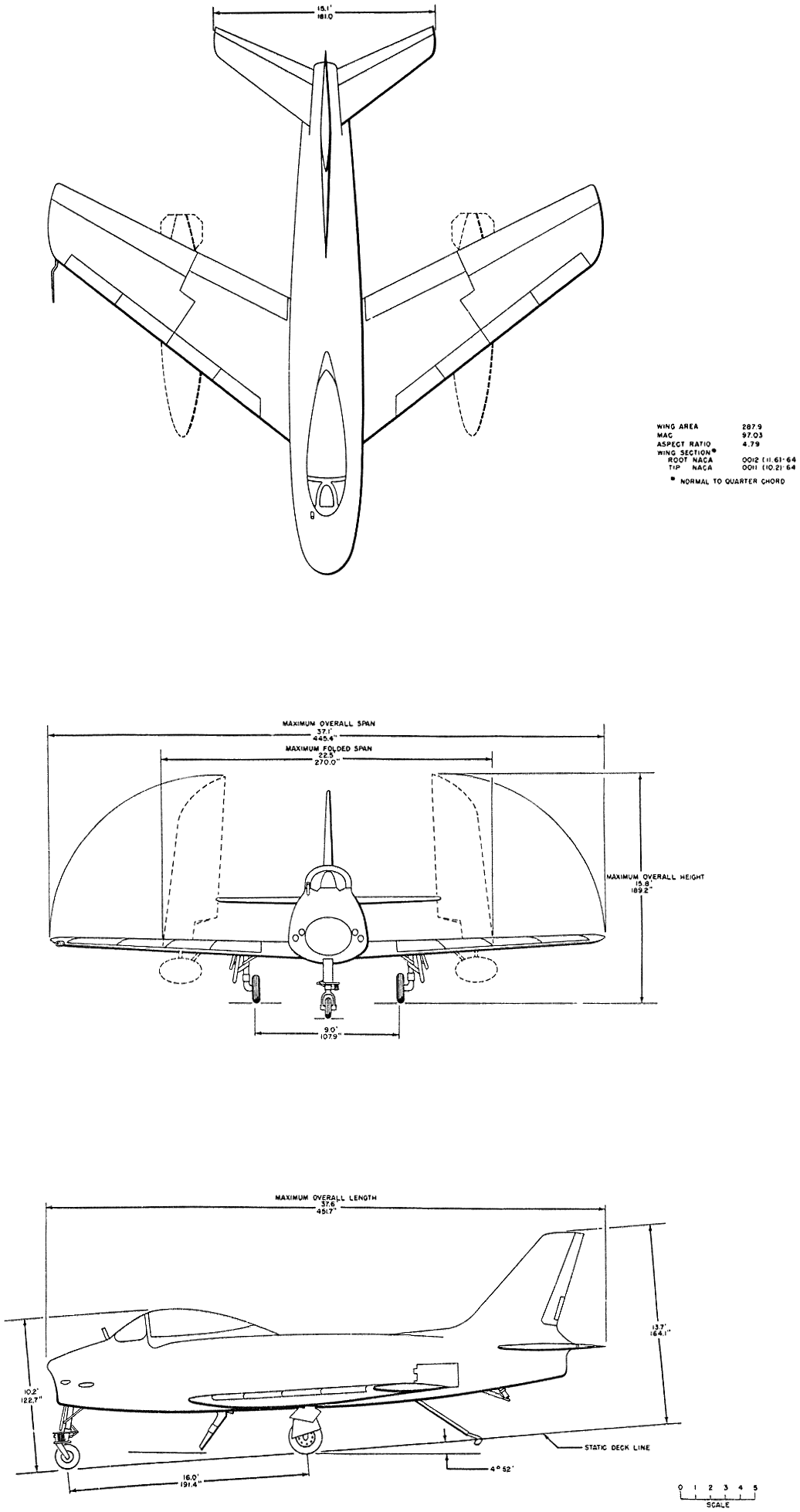
طرح سه نمای جنگنده اف جِی-۲.

داده‌ها از Combat Aircraft since 1945
ویژگی‌های عمومی
- خدمه: ۱
- طول: ۳۷ فوت ۷ اینچ (۱۱٫۴۶ متر)
- پهنای بال: ۳۷ فوت ۱٫۵ اینچ (۱۱٫۳۱۶ متر)
- ارتفاع: ۱۳ فوت ۷ اینچ (۴٫۱۴ متر)
- مساحت بال‌ها: ۲۸۸ فوت مربع (۲۶٫۸ متر مربع)
- وزن خالی: ۱۱٬۸۰۲ پوند (۵٬۳۵۳ کیلوگرم)
- بیشترین وزن برخاست: ۱۸٬۷۹۰ پوند (۸٬۵۲۳ کیلوگرم)
- پیشرانه: ۱ عدد موتور توربوجت جنرال الکتریک جی۴۷-جی ایی-۲, ۶٬۰۰۰ پوند-نیرو (۲۷ کیلونیوتن) thrust

عملکرد
- حداکثر سرعت: ۶۷۵ مایل بر ساعت (۱٬۰۸۶ کیلومتر بر ساعت، ۵۸۷ گره) در سطح دریا
- بُرد: ۸۶۰ مایل (۱٬۳۸۰ کیلومتر، ۷۵۰ مایل دریایی) برد نرمال
- حداکثر ارتفاع: ۴۶٬۸۰۰ فوت (۱۴٬۳۰۰ متر)
- نرخ صعود: ۷٬۲۳۰ فوت بر دقیقه (۳۶٫۷ متر بر ثانیه)

تسلیحات

- اسلحه‌ها: ۴ قبضه توپ ۲۰ میلی‌متری (۰٫۷۸۷ اینچی) کلت ام کی۱۲ با ۱۵۰ گلوله در هر توپ.